# 米夏埃尔·霍尔特豪斯
米夏埃尔·霍尔特豪斯（德語：Michael Holthaus，1950年7月13日—），德国男子游泳运动员。他曾代表西德参加1968年和1972年夏季奥林匹克运动会游泳比赛，其中1968年奥运会获得一枚铜牌。